# Saint-Jean-du-Sud
Saint-Jean-du-Sud este o comună din arondismentul Port-Salut, departamentul Sud, Haiti, cu o suprafață de 69,29 km2 și o populație de 23.251 locuitori (2009).